# Harcledo curvidactyla
Harcledo curvidactyla is een vlokreeftensoort uit de familie van de Eusiridae. De wetenschappelijke naam van de soort is voor het eerst geldig gepubliceerd in 1929 door Pirlot.